# Гордиенко, Андрей Антонович
Андрей Антонович Гордиенко (1905—1954) — советский борец греко-римского стиля, тренер. Заслуженный мастер спорта СССР по греко-римской борьбе (1950). Заслуженный тренер РСФСР.

## Биография
Родился в 1905 году. В 1934 году стал бронзовым призёром чемпионата СССР по классической борьбе в полулёгком весе.
После окончания спортивной карьеры работал тренером борцов по греко-римской борьбе ВФСО «Динамо». Среди его воспитанников многократный чемпион СССР Леонид Егоров, олимпийский чемпион 1952 года Шазам Сафин, чемпион СССР 1954 года Анатолий Парфёнов (ставший олимпийским чемпионом 1956 года уже после смерти Гордиенко).
Умер в 1954 году. Похоронен на Введенском кладбище в Москве.

## Память
В 2017—2019 годах проводились юношеские соревнования по греко-римской борьбе «Наши надежды» памяти А. А. Гордиенко.